# Luke Jensen
Luke Jensen (Grayling, 18 giugno 1966) è un ex tennista statunitense.

## Carriera
Ottiene buoni risultati a livello giovanile, durante gli US Open 1983 si avventura fino alle semifinali nel singolare ragazzi, sconfiggendo sulla sua strada Boris Becker. Al Roland Garros 1984 si ferma nuovamente in semifinale, sconfitto dallo svedese Kent Carlsson. Sempre nel 1984 raggiunge i quarti di finale a Wimbledon e la semifinale agli US Open nel doppio in coppia con Patrick McEnroe.
Nella specialità del doppio ottiene i suoi migliori risultati, tra i professionisti vince infatti dieci titoli (tra cui spicca il Roland Garros 1993) e raggiunge la sesta posizione mondiale. In carriera raggiunge altre due finali dello Slam, nel doppio misto insieme alla connazionale Nicole Arendt uscendone sempre sconfitto.
Si è fatto conoscere da una grande fetta di pubblico grazie alla capacità di servire senza problemi sia con la mano destra che con la sinistra e per l'abbigliamento e le acconciature appariscenti usate.

## Statistiche

### Doppio

#### Vittorie (10)
| Legenda                                                       |
| Grande Slam (1)                                               |
| Tennis Masters Cup / ATP World Tour Finals (0)                |
| Masters Series / ATP World Tour Master 1000 (1)               |
| ATP International Series Gold / ATP World Tour 500 Series (1) |
| ATP International Series / ATP World Tour 250 Series (7)      |

| Numero | Data             | Torneo                                      | Superficie  | Compagno        | Avversari in finale                | Punteggio     |
| 1.     | 1º febbraio 1988 | Guarujá Open, Guarujá                       | Cemento     | Ricardo Acuña   | Javier Frana Diego Pérez           | 6–1, 6–4      |
| 2.     | 20 novembre 1989 | ATP Johannesburg, Johannesburg              | Cemento (i) | Richey Reneberg | Kelly Jones Joey Rive              | 6–0, 6–4      |
| 3.     | 8 aprile 1991    | Verizon Tennis Challenge, Orlando           | Cemento     | Scott Melville  | Nicolás Pereira Pete Sampras       | 6–7, 7–6, 6–3 |
| 4.     | 29 aprile 1991   | Monte Carlo Masters, Monte Carlo            | Terra rossa | Laurie Warder   | Paul Haarhuis Mark Koevermans      | 5–7, 7–6, 6–4 |
| 5.     | 27 maggio 1991   | ATP Bologna Outdoor, Bologna                | Terra rossa | Laurie Warder   | Luiz Mattar Jaime Oncins           | 6–4, 7–6      |
| 6.     | 25 maggio 1992   | ATP Bologna Outdoor, Bologna                | Terra rossa | Laurie Warder   | Javier Frana Javier Sánchez        | 6–2, 6–3      |
| 7.     | 7 giugno 1993    | Open di Francia, Parigi                     | Terra rossa | Murphy Jensen   | Marc-Kevin Goellner David Prinosil | 6–4, 6–7, 6–4 |
| 8.     | 26 giugno 1995   | Nottingham Open, Nottingham                 | Erba        | Murphy Jensen   | Patrick Galbraith Danie Visser     | 6–3, 5–7, 6–4 |
| 9.     | 26 agosto 1996   | Pilot Pen Tennis, Long Island               | Cemento     | Murphy Jensen   | Hendrik Dreekmann Aleksandr Volkov | 6–3, 7–6      |
| 10.    | 21 giugno 1997   | Legg Mason Tennis Classic, Washington, D.C. | Cemento     | Murphy Jensen   | Neville Godwin Fernon Wibier       | 6–4, 6–4      |